# Miqueliopuntia miquelii
Miqueliopuntia miquelii ist die einzige Art der monotypischen Pflanzengattung Miqueliopuntia in der Familie der Kakteengewächse (Cactaceae). Sowohl der botanische Name der Gattung als auch das Epitheton der Art ehren den Botaniker Friedrich Anton Wilhelm Miquel.

## Beschreibung
Die relativ kleine, aufrechte, buschartige Miqueliopuntia miquelii bildet große Dickichte von bis zu 1,5 Metern Höhe und mehreren Metern Umfang. Ihre deutlich gegliederten, kräftigen, zylindrischen Triebe werden 7 bis 20 Zentimeter lang und erreichen Durchmesser zwischen 3 und 6 Zentimeter. Die Warzen sind markant, verlängert und gut ausgeprägt. Die fleischigen Blätter sind rötlich, zugespitzt, 3 bis 5 Millimeter lang und fallen frühzeitig ab. Die an allen Teilen vorkommenden etwa 60 Areolen sind haarig. Glochiden sind stets vorhanden. Sie sind 4 bis 8 Millimeter lang und für gewöhnlich im oberen Teil der Areolen zu finden. Die runden Areolen sind 4 bis 7 Millimeter voneinander entfernt. Die 8 bis 16 schlanken, nadelartigen Dornen sind gelblich bis dunkelbraun. Aus allen Areolen entspringen die zahlreichen, aufrechten und ungleichen Dornen, die bis zu 8 Zentimeter lang werden können.
Die weißen bis blass rosafarbenen Blüten öffnen sich nicht vollständig. Sie erscheinen in der Nähe der Triebspitzen und sind bis zu 7 Zentimeter lang. Ihr zylindrisches, gehöckertes Perikarpell ist mit Borsten bedeckt. Die Perianthsegmente sind kurz.
Die blass grünen bis weißlichen Früchte sind kugelförmig bis länglich und mit borstigen Dornen bedeckt. Die variabel geformten Samen sind gelblich weiß bis ockerfarben und 3,5 bis 5 Millimeter lang.

## Verbreitung, Systematik und Gefährdung
Das Verbreitungsgebiet von Miqueliopuntia miquelii erstreckt sich entlang der chilenischen Küste vom Elqui-Tal bis nördlich von Copiapó und reicht bis in Höhenlagen von 1500 Metern.
Der Name der Gattung Miqueliopuntia ist schon seit etwa 1929 in Gebrauch. Eine gültige Beschreibung erfolgte erst 1980 durch Friedrich Ritter. Die Erstbeschreibung der einzigen Art als Opuntia miquelii erfolgte bereits 1838 durch Hippolyte Boissel de Monville.
In der Roten Liste gefährdeter Arten der IUCN wird die Art als „Least Concern (LC)“, d. h. als nicht gefährdet geführt. Die Entwicklung der Population wird als zunehmend angesehen. Samen und Triebstücke der Pflanzen werden durch Guanakos verbreitet.

## Nachweise